# Système Disque
Système disque est une émission de radio de France Inter produite et présentée par Valli.
Née le 7 septembre 2002, elle analyse jusqu'en 2007 l'industrie du disque. 
À partir de 2008, elle réunit des critiques musicaux autour de l'animatrice, afin de jauger au moins trois disques récemment sortis. Elle est diffusée le samedi de 17 h à 18 h entre 2002 et 2008, puis entre 22 h et 23 h à partir de 2008.